# Radio AM 750
AM 750 es una estación de radio argentina que transmite desde la Ciudad de Buenos Aires.

## Historia
Comenzó a trasmitir desde Venezuela 370, domicilio del Centro Cultural Caras y Caretas, bajo una licencia adjudicada entonces por el Estado a Buenos Contenidos SRL. En 2022 la emisora trasladó sus estudios centrales a Emilio Ravignani 1732.

## Programación
En sus comienzos, la programación de la AM 750 tuvo un foco en la música y la cultura. Con el tiempo, se fueron incorporando programas periodísticos, de interés general y política.
A partir de abril de 2016, se relanzó la programación de la emisora incorporando a Víctor Hugo Morales (despedido en enero de 2016 de Radio Continental), Claudio Villarruel, Bernarda Llorente, Any Ventura y Gonzalo Bonadeo. En septiembre de 2016 se incorpora Alejandro Dolina con su programa La venganza será terrible.

## Deportes
Históricamente, la AM 750 no realizó transmisiones deportivas. Sin embargo, en marzo de 2012, sumó a su grilla el programa "Somos Boca", proveniente de AM 770 Cooperativa, que seguía la campaña de Boca Juniors con Javier Simone y Sebastián Sellaro de lunes a viernes.
Somos Boca finalizó en abril de 2016 para dar lugar al programa Arqueros, ilusionistas y goleadores con Gonzalo Bonadeo, Ariel Scher, Ezequiel Fernández Moores y Guido Bercovich de lunes a viernes de 18:00 a 20:00hs.
Javier Simone y Sebastián Sellaro siguieron formando parte de la programación con el programa Boca, la transmisión los domingos de 18:00 a 21:00hs hasta marzo de 2017.
A partir de marzo de 2017, Víctor Hugo Morales relata los domingos desde las 13 hasta las 22 por AM 750.

## Licencia
La licencia de la AM 750 fue otorgada tras concurso público por el Boletín Oficial de la República Argentina del 10 de noviembre de 2008. Fue la última señal del espectro radioeléctrico licitada por el Estado. La habilitación del servicio se realizó a través de la resolución 69-AFSCA/2010 de la Autoridad Federal de Servicios de Comunicación Audiovisual. Es una sociedad propiedad de la Fundación Octubre de Trabajadores de Edificios, del Sindicato Único de Trabajadores de Edificios de Renta y Horizontal (Suterh), que comanda Víctor Santa María.

## Repetidoras
- Mar del Plata - Buenos Aires - 96.5 MHz
- Bahía Blanca - Buenos Aires - 93.9 MHz
- Río Cuarto - Córdoba - 101.9 MHz
- Posadas - Misiones - 89.5 MHz
- Salta - 104.5 MHz
- Neuquén - 99.7 MHz
- Chajarí - Entre Ríos - 102.9 MHz

## Audiencia
En 2016, tras la victoria de Mauricio Macri en las elecciones presidenciales, acompañado por la salida de Víctor Hugo Morales de Radio Continental y de la renovación total de la programación de Radio Nacional, fomentó un alza en la audiencia de la radio al ser un medio opositor al gobierno de Macri. A fines de 2016, ocupó el quinto lugar a partir de una programación renovada con el arribo de Morales a la segunda mañana y Alejandro Dolina a la medianoche.